# Uniatyccy herbu Sas

Herb Sas

Uniatyccy herbu Sas – polska rodzina szlachecka pochodzenia wołosko-ruskiego.
Ich protoplastą, podobnie jak Uruskich, był Kostko z Uruża pieczętujący się herbem Sas, występujący w aktach w 1437 r. Nazwisko wzięli w XV w. od Uniatycz koło Drohobycza. W 1531 r. Uniatycze należały do: Andrzeja, Dymitra i Steczka Uniatyckich.

## Przedstawiciele rodu
- Jan Uniatycki (ok. 1780 – po 1829) – doktor obojga praw, podprokurator Trybunału Cywilnego w Siedlcach, podprefekt powiatu łosickiego
- Józef Uniatycki (ok. 1740 – po 1795) – podkomorzy nadworny i szambelan króla Stanisława Augusta Poniatowskiego, pułkownik JKM
- Michał Uniatycki (1911–1991) – podporucznik kawalerii WP, uczestnik Kampanii Wrześniowej, więzień Woldenbergu, dyrektor Cukrowni Zbiersk
- Stefan Uniatycki (ok. 1685–1752) – chorąży i stolnik pilzneński, podstoli bracławski, podstarosci i sędzia grodzki nowokorczyński, stolnik trembowelski